# Oluyemi Adetiba-Orija
Oluyemi Adetiba-Orija (Equiti, 1989) é uma advogada criminalista nigeriana, ativista dos direitos humanos e fundadora da Headfort Foundation, uma organização sem fins lucrativos que possui uma equipe de advogadas, e voluntários por todo o país, que prestam serviço de advocacia pro bono. Orija foi classificada como uma das 100 mulheres mais inspiradores do mundo, pela BBC 100 Women, no ano de 2021.

## Biografia
Orija nasceu na região rural de Omuo Equiti, em Equiti. No ano de 1999, iniciou seus estudos em uma escola secundária, em um internado de Kwara. Atualmente está casada e tem um filho.
Cursou Direito na Ekiti State University, se formando em 2012;  E se formou também pela Institute of Chartered Secretaries and Administrators of Nigeria, no ano de 2015.
Entre os anos de 2013 e 2015, trabalhou como advogada para o Governo de Uruan, em Akwa Ibom; e trabalhou também para o escritório de advocacia Abiodun Onidare & Co. Em 2015, abriu sua empresa de advocacia, a Headfort Chambers, especializada em direito do trabalho, da família e sucessões, direito comercial e societário, e imobiliário. E fundou a Ong Headfort Foundation em março de 2019.